# 능창대군
능창대군(綾昌大君, 1599년 7월 16일 ~ 1615년 11월 17일)은 조선의 왕족으로 추존왕 원종의 셋째 아들이자 인조의 동생이다.

## 이력
그는 가계상 고종 친조부 남연군의 생7대조가 된다. 성은 이(李)이며 이름은 전(佺)이고 본관은 전주, 시호는 효민(孝愍)이다. 선조의 다섯째 서자 정원군과 그의 적실 부인 능성 구씨의 아들로 동복 큰아버지 신성군의 양자가 되었다. 생전에는 능창군이었으나 인조 10년 대군으로 추존되어서 능창대군으로 불린다. 승마(말타기)와 무예(특히 활쏘기)에 능했다.
형 인조는 자신의 셋째 아들 인평대군 이요를, 아들 없이 죽은 동생 능창대군의 사후양자로 입양되었다. 따라서 인평대군의 후손들이 그의 제사를 받들었고, 그의 묘소에는 인평대군의 손자 의원군 이혁의 묘가 같이 있었다. 남연군의 호적과 일제강점기 당시 흥친왕, 영선군 이준용의 호적에는 능창대군부터 시작되는 능창대군의 후손으로 올라가게 되었다.
그는 적실 능성 구씨 부인과 결혼(1615년 음력 3월 결혼)한지 불과 1년도 채 아니 되어 사망하였지만 여자 노비에게서 딸 이영온을 두었고, 서녀 이영온은 인조가 남인 당수 미수 허목의 동생 허서에게 시집보냈다.

## 생애

### 생애 초기
한성부 성서(城西) 새문리(塞門里)에서 태어났다. 인조, 능원대군과 형제간이며, 능풍군은 이복 형이었다. 어머니는 구사맹의 딸 계운궁 구씨(具氏)이다. 생부가 정원군이었으나, 아들 없이 사망한 선조의 넷째 서자이자 동복 큰아버지인 신성군의 양자가 되어 큰어머니이자 양어머니인 군부인 신씨가 그를 양육하였다. 따라서 신입은 양외조부가 되고, 신경진, 신경희는 양 외삼촌이 된다. 정원군과 신성군 모두 인빈 김씨 소생이었다. 그는 어려서부터 재주와 지혜가 뛰어나고, 외모도 훤칠하였으며 궁마술(弓馬術)에 능해 말타기와 활쏘기를 잘 했다 한다. 독서를 좋아하였으며 별칭은 현공자(賢公子)였다 한다.
1601년 3세 나이로 능창수(綾昌守)에 첫 책봉되었으며 11년 후 1612년 14세 나이로 겨울에 능창군으로 개봉되었으며 광해군(光海君) 때 왕위를 위협한다 하여 왕이 되고자 한다는 고변이 있은 뒤 역모로 몰려 교동(喬桐)에 위리안치(圍籬安置) 된 후 스스로 목매 자진(自盡)하였다.
1608년(광해군 즉위) 유영경의 옥사 직후 정운원종공신 1등(定運功臣一等)에 책록되었다. 1613년(광해군 5) 임해군의 옥사 직후 익사원종공신 1등에 책록되었다.

### 신경희의 옥사와 최후
1615년(광해군 7) 8월 14일 능창군을 추대하려 했다는 역모 고변이 있자, 양사와 홍문관에서는 능창군을 국문할 것을 계속 청했다. 8월 22일 광해군은 능창군을 잡아다가 인정문(仁政門)에서 직접 친히 국문을 한 뒤 옥에 가두었다가 강화 교동도로 유배보냈다.
체포된 이들 중 소명국(蘇鳴國)은 능창군이 의붓외삼촌 신경희(申景禧)의 추대를 받아 왕이 되고자 한다고 증언했다. 소명국에 의하면 신경희는 윤길 등과 사람을 모아 흉모와 은밀한 계책을 몰래 서로 의논했으며, 임금의 관상과 명운, 국운 길흉을 멋대로 점을 치고는 능창군이 40년간 치평할 임금이라는 점괘가 나왔다는 것이다. 주모자로 지목된 신경희는 사형당했고, 능창군을 비롯한 양시우(楊時遇), 소문진(蘇文震), 김정익(金廷益), 김이강(金以剛), 오충갑(吳忠甲) 등은 유배되었다.
그는 배소에서 위리안치(圍籬安置)형을 받고, 구시백(具峕伯)은 그의 목에 칼을 채웠다. 아무도 그를 찾지 않았지만 정숙옹주 등이 그를 찾아 위문하였다. 광해군은 지역 주민 고봉생(高封生)을 지정하여 하여금 위리 안에 같이 거주하게 하고, 밖에서 석회수로 밥을 지어서 위리안치된 집으로 들여보내게 했다. 그러나 고봉생은 날마다 제 밥을 덜어서 그에게 주었다고 한다. 그밖에 강화군청의 사동인 수생(壽生) 역시 배소로 유배된 능창군을 돌보았고, 자신의 밥을 그에게 주었다. 이를 확인한 수문장은 수생에게 위리안치된 곳에서 밥을 먹지 못하게 했다.
1615년(광해군 8) 11월 17일 관청의 사동 수생에게 부모에게 고하는 글을 써서 전해준 뒤 자결하였다. 수생은 그의 편지를 바로 정원군 내외에게 전달하지 못하고 사합(沙盒)에 넣어 흙속에다 묻어 두었다가, 1623년 3월 인조 반정 이후 인조에게 올렸다.
그가 자결한 것을 알지 못한 광해군은 11월 19일 의원을 보내 그의 병구완을 하라는 지시를 내렸다가, 그의 자결 소식을 접하게 된다. 광해군은 교동현감과 별장 등을 처벌하였다. 술을 좋아하던 정원군은 이 일로 홧병을 얻어 술을 더 마시다가 세상을 떠나게 되었다. 1623년(광해군 15) 3월 인조 반정 이후 3월 15일 김제남, 영창대군, 진릉군 이태경 등과 함께 복권되었고, 처음 증 가덕대부(贈嘉德大夫)에 추증되었다가 1629년(인조 7년) 10월 15일 인조의 특명으로 다시 증 현록대부(贈顯祿大夫)로 가증(加贈)되었으며, 1630년 정원대원군이 논란 끝에 원종으로 추존되면서 1632년(인조 10년) 5월 4일 능창대군으로 추봉되었다. 따라서 그의 묘비는 증 능창대군 묘라 이름하게 되었다.

### 사후
바로 경기도 양주군 금촌면 군장리(郡場里, 후일 미금면 금곡리(남양주시 금곡동)에 편입)에 처음 장사지냈다가 다시 1629년(인조 6년) 10월 29일 경기도 광주군 고대면(古治面) 남한산성 근처 혁동(鞘洞) 난지원(卯之原)으로 이장되었다가 후일 다시 회곽관에 담겨 광주군 동부면 춘궁리 고골 궁안마을 뒷산으로 이장되었으며, 1999년에 양증손자 의원군 이혁의 시신과 함께 경기도 포천군 신북면 신평리 인평대군 묘역 인근으로 이장되었다.
인평대군의 묘는 바로 그의 묘 옆에 조성되었다가 35년 만에 경기도 포천으로 이장된다. 1658년 5월 13일 양자 인평대군이 사망하여 그해 7월 13일 발인하고 8월 2일 광주군 동부면 춘궁리에 있던 그의 묘소에 안장되었지만, 숙종의 지시로 1693년 7월 17일 포천 왕방산으로 이장되었다. 그의 묘소 바로 아래에는 그의 9대손 이재극 내외의 묘와, 그의 증손자 의원군의 4대손이자 그의 7대손인 이낙중의 부인 대구서씨의 묘소가 있었다. 좌측에는 의원군 이혁 내외의 묘소가 조성되고, 의원군 이혁 내외의 묘 바로 아래에 이연응 내외의 묘소가 조성되었다.
그의 집은 광해군이 몰수하여 경덕궁(慶德宮)을 지었다.
사후 1623년 3월 형 능양군이 반정을 일으켜 인조로 즉위하면서 3월 15일 복권되었고, 가덕대부에 추증되었다가 다시 현록대부로 추증되었다. 인조는 자신의 셋째 아들 인평대군을 능창대군의 사후 양자로 지명하였다. 이로서 후대에 왕실로 입양되는 남연군 등의 호적에는 능창군의 7대손으로, 능창군부터 가계가 시작된다.

## 가계
- 할아버지 : 조선 14대 임금 선조
- 아버지 : 정원군
- (법적) 아버지 : 신성군
- 양어머니 : 군부인 신씨, 신립의 딸
- 어머니 : 인헌왕후 구씨, 구사맹의 딸
  - 형 : 조선 16대 임금 인조
  - 형 : 능원대군
- 부인 : 능성 구씨, 자녀 없음
  - 조카, 양자 : 인평대군 요(麟坪大君 㴭, 1622년-1658년) - 조선 인조의 3남
  - 양며느리 : 복천부부인 동복 오씨 (1622년 4월 22일 - 1658년 8월 6일) - 증 영의정 오단(吳端)의 딸 : 6남 4녀를 낳았으나 차남, 4남과 딸 둘은 요절했다. 인평대군이 죽었을 때 임신 중이었는데 남편의 죽음 후 건강이 악화되어 낳지 못하고 죽었다. 이 때 장남과 삼남인 복녕군과 복창군은 군호를 받고 결혼한 상태였으나 나머지 2남 2녀는 어렸는데 현종이 고아가 된 사촌 형제들을 궁궐에 들여서 키웠다.
- 첩 : 이름 미상, 여종 출신
  - 서녀 : 향주 이영온(李英溫)

## 기타
그의 서녀 이영온의 존재는 알려지지 않다가 택당 이식의 택당집, 미수 허목의 미수기언에 능창군이 여종을 첩으로 삼고 딸 하나를 두었다는 내용이 실려있어 후대에 알려지게 되었다.
허목은 자신의 부인, 제수, 며느리에게도 일일이 묘비문을 짓고 직접 써주었다. 그러나 셋째 동생인 허서의 부인인 능창대군의 서녀 이영온에 대해서는 비문도, 추도하는 글도 남기지 않았다.
선조의 다른 서자인 인성군 이공의 증손자 능창군 이숙(綾昌君 李橚, ? ~ 1768년 11월 30일)과는 동명이인이다. 해원군 이건의 손자이며, 화산군 이연(花山君 李渷)의 아들인 능창군 이숙은 능창군 이전에게 재종손이 된다.

## 미디어에서
- 왕의 여자 - 이석민

## 같이 보기
- 원종 정원대원군
- 신성군
- 인헌왕후